# Cristina Morales
Cristina García Morales, más conocida como Cristina Morales (Granada, 1985), es una escritora española, considerada por algunas críticas como una de las escritoras jóvenes de mayor talento en la literatura. Entre sus obras más conocidas está Lectura fácil, cuyas protagonistas son cuatro mujeres con discapacidad intelectual que viven en Barcelona  y que en 2018 obtuvo el Premio Herralde de Novela  y en 2019 el Premio Nacional de Narrativa. (incluyó un fanzine en su novela "Lectura fácil", que fue un punto de conflicto con la editorial Seix Barral, ya que ésta le pidió que se autocensurara en ese contenido, pero Morales se negó. Este fanzine es parte integral de la estructura de la novela y sirve para intercalar distintos géneros textuales, desde actas judiciales hasta mensajes de WhatsApp escritos en lectura fácil.

## Trayectoria
Es licenciada en Derecho y Ciencias Políticas en la Universidad de Granada, trabaja como intérprete jurídica y reside en Barcelona.  En el  2002 y el 2006 ganó el Certamen Andaluz de Escritores Noveles en la modalidad de relato y novela corta, respectivamente, y al año siguiente logró una beca como residente en la Fundación Antonio Gala para Jóvenes Creadores de Córdoba. Ha trabajado como dramaturga para el Aula de Teatro de la Universidad de Granada y para Eutopía, Festival de Jóvenes Creadores (Córdoba, 2008).

### 2008 - La merienda de las niñas
En 2008 publicó el libro de relatos La merienda de las niñas y cinco años después publicó su primera novela: Los combatientes con la que obtuvo el Premio Injuve de Novela. En 2015 fue finalista con el relato corto El hombre de los buzones de los premios Francesc Candel.

### 2015 - Malas palabras - Reivindicando a Teresa de Cepeda
También en 2015 publicó Malas palabras, un encargo hecho por la editorial Lumen con motivo del quinto centenario. Morales aceptó meterse en la piel de Santa Teresa de Jesús para escribir en primera persona, como si se tratara de la misma santa. La escritora granadina recrea un supuesto diario personal escrito por Teresa de Jesús, en 1562, mientras la autora del Siglo de Oro redacta 'Libro de la vida'. Cristina Morales reivindica la figura de Teresa de Jesús desde una perspectiva humana: “fue la primera mujer que se atrevió a acusar a los hombres por cortarles las alas a las mujeres. Debería ser reivindicada por las anarcofeministas más radicales. A mí me hace sombra Teresa de Jesús. Al Gobierno o a cualquier político debería darles vergüenza reivindicar su figura y pocos dirán que fue una feminista”. Secuestrada por la Iglesia, arrinconada por la progresía. “Fue una líder de la Contrarreforma, pero fue colocada en una hornacina y quedó neutralizada. No la hemos estudiado humanamente. Un trabajo que sí se ha hecho con su coetáneo san Juan de la Cruz” ha explicado sobre su trabajo para recuperar a la escritora.
Una historia que, dice, sigue siendo injusta para las mujeres:

Woolf y Munro y Santa Teresa de Jesús luchaban por la habitación propia, sí, pero esa lucha sigue vigente. A ellas les discutían que para qué quería una mujer nada propio e íntimo. A nosotras nos discuten que cómo no vamos a trabajar diez horas al día por 800 euros al mes. Sólo una escritora que sea pudiente, o que se halle sometida a las tiranías del mundo laboral, o que okupe, puede permitirse disfrutar de una habitación propia.
Cristina García Morales. Ellos publican mucho, ellas innovan más

### 2017 - Terroristas modernos
En 2017, fruto de la III Beca Han Nefkens del Máster en Creación Literaria de la UPF Barcelona, publica Terroristas modernos, novela en la que retoma la perspectiva histórica de Malas palabras y narra la llamada “conspiración del triángulo”, levantamiento frustrado contra Fernando VII en 1816, complot de base masona llevado a cabo por ilustrados en el exilio, doceañistas y héroes de la guerrilla que le permite paralelismos con la política actual: el terrorismo, la violencia de Estado, la manipulación de la prensa o la volubilidad del concepto de pueblo, de los ciudadanos indignados. La democracia moderna - explica Morales - es un acto de terrorismo contra los gobernados y el territorio que ocupan. Es el mecanismo de control más depurado de todos. La máquina violenta que es el Estado dentro de sus fronteras y fuera es la más depurada que ha conocido la organización humana. Desde finales del XVIII a nuestros días se ha ido perfeccionado.

### 2018 - Lectura fácil
En 2018 publica la novela Lectura fácil que toma su título del término lectura fácil utilizado para denominar el conjunto de adaptaciones que deben hacerse para facilitar la lectura y la comprensión por quienes puedan tener dificultades de lectura o comprensión -discapacitados intelectuales, personas con baja cultura, migrantes, etc-.
La novela narra la vida de cuatro mujeres con discapacidad intelectual que conviven en un piso tutelado en Barcelona. Las protagonistas se enfrenten a diversas formas de control social. ... Marga, Nati, Patricia y Àngels, con vínculos familiares y origen común con diversos grados de discapacidad intelectual [que] comparten un piso tutelado en una Barcelona mestiza y opresiva con paro, desahucios, mentiras, okupas, la Plataforma de Afectados por la Hipoteca y los ateneos libertarios como telón de fondo. La autora reivindica a los personas administrativamente denominadas discapacitados intelectuales o con diversidad funcional.
La novela obtuvo el Premio Herralde de Novela de 2018 y el Premio Nacional de Narrativa en 2019.

## Otros Proyectos
Desde 2017 Cristina Morales forma parte del grupo feminista de danza contemporánea Iniciativa Sexual Femenina
En 2020 Morales aparece como productora del disco La Resaca de Los Muertos del grupo punk AT-ASKO.

## Obras

### Novelas
- Los combatientes (2013)[18]
- Malas palabras (2015), publicada en 2020 como Introducción a Teresa de Jesús
- Terroristas modernos (2017)
- Lectura fácil (2018)[3]

### Cuentos
- La merienda de las niñas (2008), Cuadernos del Vigía.

## Premios
- 2002 Certamen Andaluz de Escritores Noveles en relato
- 2006 Certamen Andaluz de Escritores Noveles en novela corta
- 2007 Beca en la Fundación Antonio Gala para Jóvenes Creadores (Córdoba)
- 2013 Premio Injuve de Novela con Los combatientes
- 2018 Premio Herralde de Novela con Lectura fácil.[19]
- 2019 Premio Nacional de Narrativa con Lectura fácil